# 蒙特卡爾姆山脈
42°40′0″N 1°24′30″E / 42.66667°N 1.40833°E

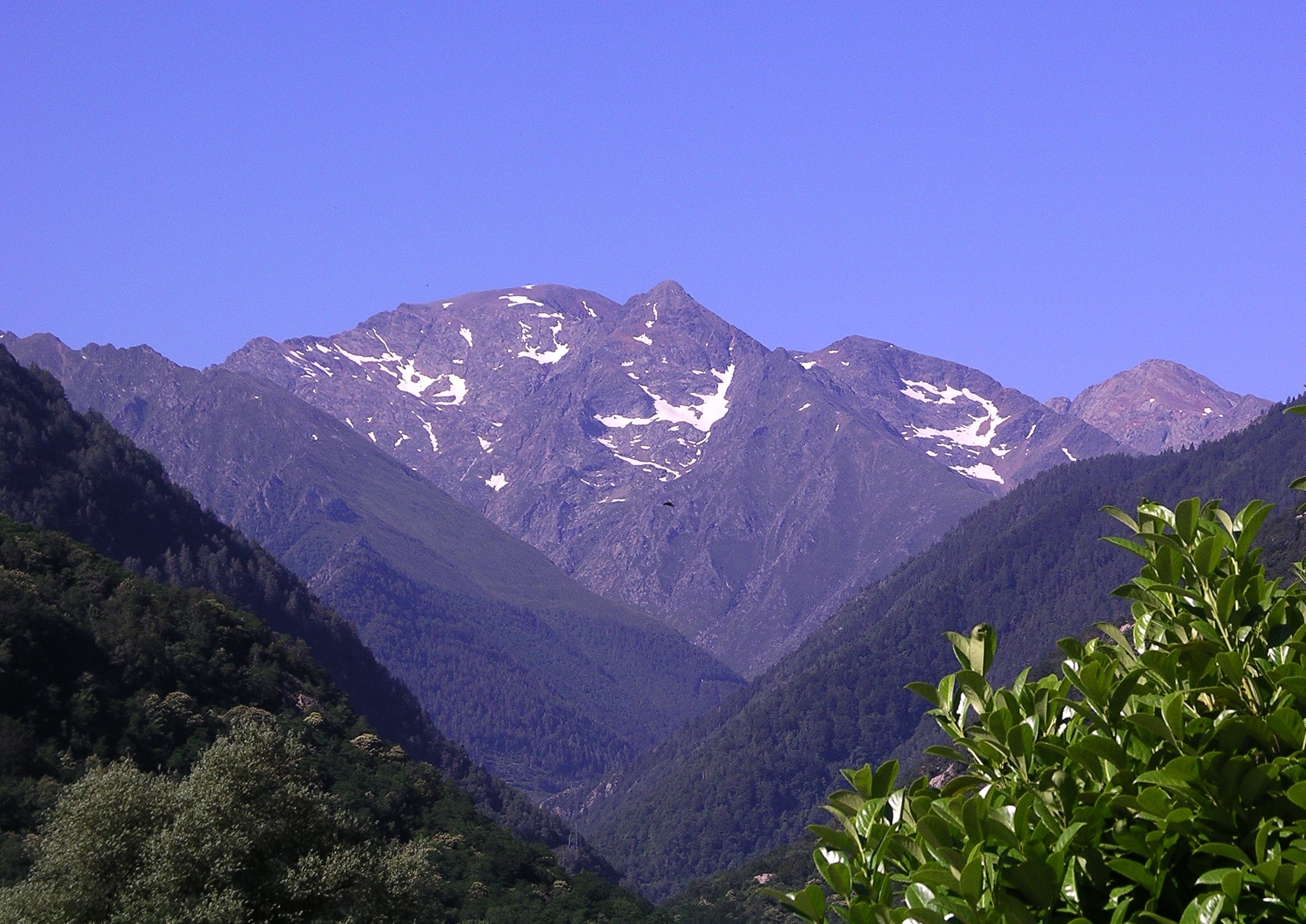

蒙特卡爾姆山脈（Montcalm Massif），是歐洲的山脈，位於法國西南部阿列日省和西班牙東北部加泰羅尼亞之間，屬於比利牛斯山的一部分，海拔高度3,077米，山體由花崗岩組成。